# (63163) Jerusalem
(63163) Jerusalem – planetoida z pasa głównego asteroid okrążająca Słońce w ciągu 3 lat i 170 dni w średniej odległości 2,29 j.a. Została odkryta 23 grudnia 2000 roku. Przed nadaniem nazwy planetoida nosiła oznaczenie tymczasowe (63163) 2000 YR11.